# سارا (فیلم)
سارا فیلمی به کارگردانی و تهیه کنندگی داریوش مهرجویی محصول سال ۱۳۷۱ است. داستان این فیلم از نمایش‌نامه خانه عروسک اثر هنریک ایبسن الهام گرفته شده است. فیلم سارا در کارنامه سینمایی مهرجویی جزو یکی از بهترین و مهم‌ترین کارهایش به‌شمار می‌آید. و از نقطه نظری دیگر در کنار عناوینی همچون بانو، پری و لیلا، یکی از بارزترین فیلم‌های او در خصوص زنان است.

## خلاصهٔ داستان
حسام برای درمان بیماری‌اش مجبور است به خارج از کشور سفر کند. سارا همسر او مخارج سفر او را تأمین می‌کند، اما می‌گوید که این پول را از محل ارثیه پدرش به دست آورده است. حسام بهبودی می‌یابد سارا پنهان از چشم شوهرش با کار سخت و مداوم خیاطی سعی می‌کند بدهی‌های خود را پرداخت کند. گشتاسب مردی که به سارا کمک مالی کرده است متهم به جعل اسناد شده است و موقعیت شغلی او در بانک دچار مخاطره می‌شود و از سارا می‌خواهد از طریق اعمال نفوذ حسام که حالا رئیس بانک شده است در شغلش ابقاء شود. سارا خود نیز می‌داند که امضای پدرش در اسناد جعل شده چون خود او امضای پدرش را جعل کرده است. وقتی حسام پی به واقعیت امر می‌برد، در جریان یک نزاع لفظی می‌گوید که او را لایق زندگی و معاشرت با خود و فرزندانش نمی‌داند. سارا آزرده از بیرحمی شوهرش در قبال رنجی که خاطرش متحمل شده ناگزیر خانه او را ترک می‌کند.

## نقش‌های اصلی
| بازیگر         | نقش         |
| -------------- | ----------- |
| نیکی کریمی     | سارا        |
| امین تارخ      | حسام        |
| خسرو شکیبایی   | آقای گشتاسب |
| یاسمین ملک نصر | سیما        |
| مهوش وقاری     | کارمند بانک |
| فرهاد اصلانی   | مهمان       |

## جوایز
- نامزد سیمرغ بلورین بهترین کارگردانی - یازدهمین جشنواره فیلم فجر.
- برنده سیمرغ بلورین بهترین بازیگر نقش مکمل زن - یازدهمین جشنواره فیلم فجر.
- برنده سیمرغ بلورین بهترین فیلم‌نامه - یازدهمین جشنواره فیلم فجر.
- برنده جایزه صدف طلایی بهترین فیلم در چهل و یکمین جشنواره فیلم سن‌سباستین، اسپانیا.
- برنده جایزه بالن نقره‌ای بهترین فیلم جشنواره سه قاره، فرانسه.
- برنده جایزه بهترین فیلم از نگاه تماشاگران در جشنواره سه قاره، فرانسه.
- نامزد جایزه بالن طلایی بهترین فیلم جشنواره سه قاره، فرانسه.
- برنده جایزه دوم بهترین فیلم منتخب تماشاگران در جشنوارهٔ فیلم رن، فرانسه.
- برنده جایزه از هجدهمین جشنواره بین‌المللی فیلم سائو پائولو، برزیل.
- برنده جایزه هنری‌ترین فیلم از دوازدهمین جشنواره بین‌المللی فیلم حراره، زیمبابوه.
- برنده جایزه صدف نقره‌ای برای نقش اول زن به‌طور مشترک از چهل و یکمین جشنواره فیلم سن سباستین اسپانیا.
- برنده جایزه مونگولفیه نقره‌ای برای نقش اول زن به‌طور مشترک از یازدهمین جشنواره سه قاره نانت فرانسه.